# Сан-Марко-ин-Ламис
Сан-Марко-ин-Ламис (итал. San Marco in Lamis) — коммуна в Италии, располагается в регионе Апулия, в провинции Фоджа.
Население составляет 14754 человека (2008 г.), плотность населения составляет 68 чел./км². Занимает площадь 233 км². Почтовый индекс — 71014. Телефонный код — 0882.
Покровителями коммуны почитаются Пресвятая Богородица (Madonna Addolorata), святой апостол и евангелист Марк и святой апостол и евангелист Матфей, празднование 25 апреля, 21 сентября.

## Демография
Динамика населения:

## Администрация коммуны
- Официальный сайт: http://www.comune.sanmarcoinlamis.fg.it/